# Vườn quốc gia Manusela
Vườn quốc gia Manusela nằm trên đảo Seram thuộc quần đảo Maluku của Indonesia. Nó được tạo thành từ các khu rừng ven biển, rừng đầm lầy, các loại hệ sinh thái rừng mưa nhiệt đới và đất thấp. Núi Binaiya cao 3.027 mét, là ngọn núi cao nhất trong sáu ngọn núi của vườn quốc gia. Seram là địa điểm đáng chú ý mức độ cao về chim đặc hữu địa phương. Vườn quốc gia cũng bao gồm các cảnh quan karst quan trọng. Trên núi Hatu Saka, gần bờ biển Saleman-Sawai có hang Goa Hatusaka, hiện là hang động sâu nhất của quần đảo Indonesia.

## Thảm thực vật và động vật
Trong số các loại cây trồng trong Vườn quốc gia này là Chi Mấm, Dryobalanops và Chi Dứa dại, hoa sữa, bàng, Shorea selanica, Octomeles Sumatrana, vẹt đen, tràm lá dài, sâng, Rhizophora acuminata và các loài khác nhau của phong lan. Trong số 118 loài chim trên đảo, 15 là đặc hữu, trong đó có Eclectus roratus, Lorius domicella, Cacatua moluccensis, Todiramphus lazuli, Todiramphus sanctus, Philemon subcorniculatus, Alisterus amboinensis, Tephrozosterops stalkeri, Symposiachrus boanensis, và chim cú mặt nạ Seram.
Các loài động vật có vú được tìm thấy trên Seram bao gồm các loài châu Á (loài gặm nhấm) cũng như thú có túi của Úc. Khu vực montane của Seram hỗ trợ số lượng động vật có vú đặc hữu lớn nhất của bất kỳ hòn đảo nào trong khu vực. Nó chứa 38 loài động vật có vú và bao gồm chín loài là đặc hữu hoặc gần đặc hữu, một số trong đó chỉ giới hạn ở môi trường sống trên núi. Chúng bao gồm các giống chuột lớn Seram, Dơi quạ Molucca, Pteropus ocularis, Melomys fraterculus, Rattus feliceus và Nesoromys ceramicus, tất cả đang bị đe dọa.

## Nơi ở của con người
Có bốn ngôi làng trong Vườn quốc gia: Manusela, Ilena Maraina, Selumena và Kanike. Manusela cũng là tên của một trong những ngọn núi trong Vườn quốc gia, dân tộc địa phương và ngôn ngữ của họ. Trong ngôn ngữ địa phương Manusela có nghĩa là "con chim tự do".

## Bảo tồn và các mối đe dọa
Năm 1972, hai khu vực ở trung tâm Seram được chỉ định là khu bảo tồn thiên nhiên: Wae Nua (20.000 ha) và Wae Mual (17.500 ha). Sau một cuộc khảo sát vào năm 1978, một đề xuất đã được đưa ra để hợp nhất hai khu vực lại để hình thành vườn quốc gia Manusela. Vườn quốc gia Manusela được thành lập năm 1997, để bảo vệ diện tích 1.890 km², chiếm 11% diện tích đất của đảo Seram.
Một mối đe dọa lớn được đặt ra bởi nạn phá rừng, với những hợp đồng khai thác gỗ chiếm 48% rừng Seram và việc khai thác gỗ bất hợp pháp thậm chí đã được ghi nhận trong Vườn quốc gia Manusela. Một mối đe dọa khác được đặt ra bởi việc buôn bán chim hoang dã bất hợp pháp, đặc biệt là nhắm vào loài vẹt mào cá hồi. Dân số của loài vẹt mào cá hồi đặc hữu hiện đang bị đe dọa nghiêm trọng do săn bắn và phá hủy môi trường sống của nó, và vườn quốc gia vẫn là thành trì cuối cùng của nó. Lần đầu tiên vào năm 2006, chín con vẹt đã được thả ra ngoài tự nhiên sau khi bị bắt nhốt từ một kẻ buôn lậu vào năm 2004.